# Uvarus lanzai
Uvarus lanzai är en skalbaggsart som beskrevs av Pederzani och Rocchi 1982. Uvarus lanzai ingår i släktet Uvarus och familjen dykare. Inga underarter finns listade i Catalogue of Life.